# Judith Durham
Judith Durham, született Judith Mavis Cock (Essendon, Melbourne, Victoria, 1943. július 3. – Melbourne, Victoria, 2022. augusztus 5.) ausztrál zenész, énekesnő, dalszerző, 1963-tól a Seekers együttes alapító tagja és vezető énekese, 1968-tól szólóénekes, pop-folk és dzsessz műfajban. Ausztrália első popénekese, aki a nemzetközi zenei világban is átütő sikert aratott. 2015-ben Victoria államban az év emberévé választották.

## Élete

### Származása, pályakezdése
Judith Mavis Cock 1943-ban született Melbourne elővárosában, Essendonban. Apja William Alexander Cock, a Brit Királyi Légierő navigátora, édesanyja Hazel Durham volt. Kisgyermekkorát a tasmaniai Hobartban töltötte, itt járt iskolába 1956-ig, amikor szüleivel visszaköltözött Melbourne-be. 
Beiratták a Melbourne-i Királyi Műszaki Egyetemre (RMIT).
Később a Melbourne-i Egyetem konzervatóriumában kiváló eredménnyel elvégezte a klasszikus zongoraszakot, és megszerezte a magas szintű „Associate in Music, Australia” (AMusA) diplomát. Éneklést is tanult. Dzsessz-énekesnőnek készült, klasszikus, blues, gospel és dzsessz számokat kezdett énekelni, saját zongorakíséretével. 1961-ben, 18 évesen a Melbourne-i Egyetem dzsessz zenekarának vezetője megengedte, hogy a malverni Memphis Jazz Clubban a zenekarral együtt énekeljen. 1963-ban felvette anyjának leánykori nevét, és a Frank Traynor vezette Jazz Preachers együttesben lépett fel, ugyanebben a klubban. Ebben az évben kiadták első közös lemezüket „Judy Durham with Frank Traynor’s Jazz Preachers” címmel.

### A Seekers énekesnője

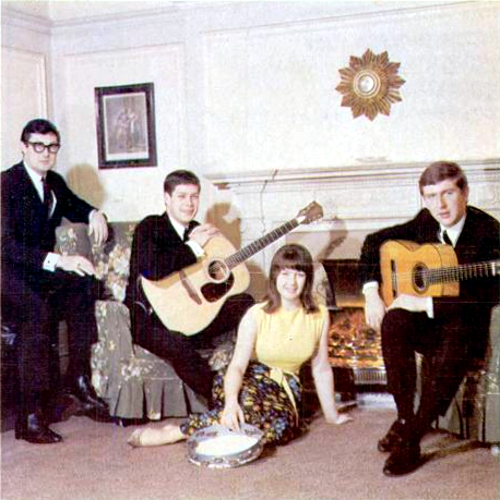
Judith Durham és a Seekers, 1965

1963-ban egy reklámügynökségnél dolgozott, mint titkárnő, itt találkozott Athol Guy könyvelővel, a Seekers folkegyüttes nagybőgősével. A másik két tag Bruce Woodley gitáros-mandolinos-bendzsós és Keith Potger gitáros-bendzsós volt, mindhárman vokált is énekeltek. Judy Durham énekesnőként csatlakozott a csapathoz. Egy melbourne-i zenés kávéházban léptek fel esténként. Potger az ABC Rádió munkatársa volt, ő vitte be első mintafelvételüket a W&G Records lemezkiadóhoz. Judy Durham énekhangja impresszionálta a kiadót, amely 1963 kiadta az Introducing the Seekers albumot, továbbá felvették további számait régi együttesével, a Jazz Preachers-szel is. („Muddy Water”, „Trombone Frankie”), melyeket későbbi nagylemezeken adtak ki.
1964 elején a Seekers Nagy-Britanniába utazott, útközben a hajó éttermében zenét adtak a vendégek szórakoztatására. A londoni Grade ügynökség, amelynek elküldték első lemezüket, olyan sok koncertfellépést szervezett nekik, hogy a tíz hétre tervezett turné út több, mint egy évig tartott. 1964 novemberében kiadták az „I’ll Never Find Another You” dalt, melyet Tom Springfield, Dusty Springfield bátyja írt nekik. Ez a kislemez 1965-ben Nagy-Britanniában és Ausztráliában listavezetővé vált. 1966-ban a Tom Springfield és Jim Dale műve, a „Georgy Girl” (az azonos című játékfilm betétdala) az Egyesült Államokban vált listavezetővé. 1964-ben nagy sikert arattak a Morningtown Ride című gyermekdallal, Malvina Reynolds 1957-es dalának feldolgozásával.
1967-ben egy melbourne-i Seekers-koncerten 200 000 fizető néző vett részt (a város korabeli lakosságának 10%-a), minden addigi rekordot megdöntve. „The Seekers Down Under” című televíziós koncertműsoruk is kiemelkedő nézettséget ért el. 1968 elején az együttest „az 1967-es év ausztráliai embereivé” választották. 1967-ben Judith Durham kiadta következő szóló kislemezét, az „The Olive Tree” című dalt, melyet Tom Springfield és Diane Lampert írt számára.
1968 nyarán Judith Durham kivált a Seekersből. 1968. július 7-én Londonban tartott búcsúkoncerten Judith Durham előző évi szóló sikerét, a „The Olive Tree”-t adta elő. 1968 után a Seekers tagjai más énekesekkel próbáltak tovább dolgozni, de kevés sikerrel.

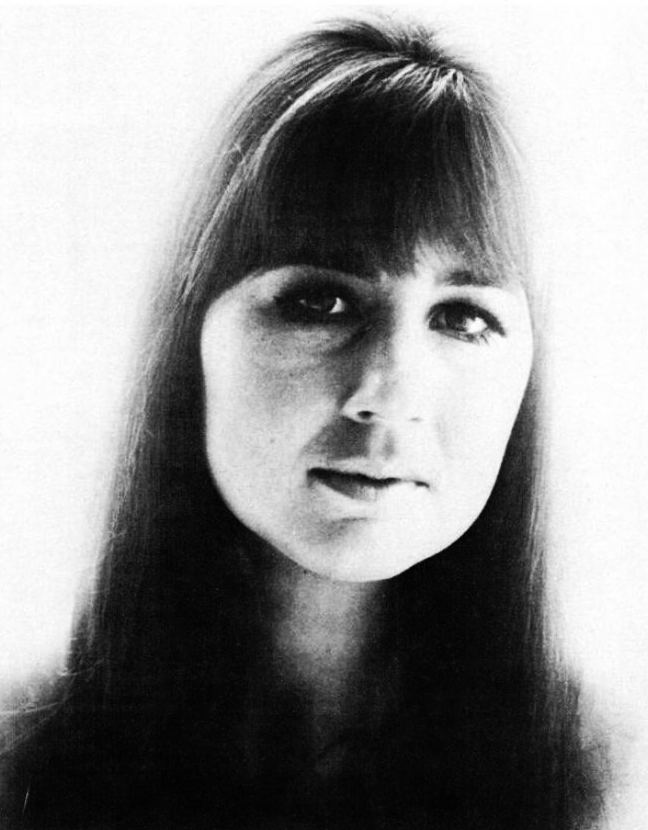
Judith Durham portréja, a „Gift Of Song” album plakátján (1970)

### Szólóénekesnői pályája
1968 augusztusában hazatért Ausztráliába, szeptemberben leadták első televíziós zenei műsorát. Szólóénekesnőként több nagylemezt is kiadott (For Christmas With Love, Gift of Song, Climb Ev’ry Mountain). 1970-ben Londonban egész estés show-műsorban szerepelt (Meet Judith Durham), vendégei a korabeli brit beatzene kiválóságai voltak. Ennek végén Carrie Jacobs-Bond amerikai dalszerző „When You Come to the End of a Perfect Day” c. dalát adta elő. Az 1970-es években több stílussal is megpróbálkozott, visszatért a hagyományos dzsesszhez, két nagylemezt adott ki (Judith Durham and The Hottest Band in Town) 1. és 2. lemezét, majd 1978-ban a The Hot Jazz Duó-t.
1969. november 21-én feleségül ment zeneigazgatójához, Ron Edgeworth zongoristához (1938–1994), aki korábban a The John Barry Seven együttes tagja volt. A házaspár az 1980-as évek közepéig Nagy-Britanniában és Svájcban élt, aztán Queenslandbe költöztek, ahol Judith a dalszerzésre összpontosított. Férjével közösen dolgozott és lépett fel.
1990-ben férjével, Ron Edgeworth-szal és manedzserükkel, Mike Summers-szel együtt autóbalesetet szenvedett, súlyosan megsérült. Felépülését rajongók tömegei követték aggodalommal. 1993 januárjában, első fellépésének huszadik évfordulójára készülve bejelentették, hogy Judith Durham ismét a Seekers-szel együtt tér vissza a koncertterembe. A tervezett nagy „comeback” azonban elmaradt, de egy koncertre összeállt a régi csapat. Ron Edgeworthnél amiotrófiás laterálszklerózist (ALS) diagnosztizáltak, és 1994. december 10-én, 56 évesen elhunyt, Judith mindvégig vele maradt.
Férjének halála után Judith visszatért a Seekers-hez, és több alkalommal ismét velük együtt lépett fel. 25 év mélyrepülés után ismét felhozta a Seekers-t, együtt új sikereket aratttak. A 2000-es sydney-i olimpiai játékok záróünnepségét Judith Durham és a Seekers közös előadása zárta volna a közismert The Carnival Is Over dallal, de Judith újabb, kisebb balesete miatt ezt le kellett mondani.
2001-ben ausztráliai turnét, 2003-ban nagy-britanniai koncertkörutat tett.  Tiszta csengésű énekhangja semmit sem vesztett színéből. 60. születésnapja alkalmából a londoni Royal Festival Hall-ban tartott koncert és gálaest műsorát 2004-ben DVD-n is kiadták (Live in London).

### Közéleti tevékenysége
2006-ban Melbourne díszpolgárává avatták, a díszünnepségen a Seldom Melbourne Leaves My Mind c. dalt énekelte. Az itt felvett CD-albumot jótékony célú értékesítésre bocsátották. Bevételéből a Motor Neurone Disease Association of Australia alapítványt támogatták (Judith férje ebben a betegségben hunyt el). Az énekesnő rendszeresen támogatja a melbourne-i polgármesteri hivatal jótékonysági alapját is.
2006-tól Judith Durham is beállt azok sorába, akik az ausztrál nemzeti himnusz avultnak tekintett szövegét korszerűsíteni akarták. 1977-ben népszavazással az addigi brit királyi himnusz, a „God Save the Queen” helyett új nemzeti himnuszt fogadtak el, Peter Dodds McCormick 1879-es szerzeményét, az „Advance Australia Fair”-t, a brit birodalmi szellemiséget tükröző szöveggel. 1984 óta ez a hivatalos nemzeti himnusz. A szöveg minőségét sok bírálat érte. Más értelmiségiekhez hasonlóan Judith Durham is a himnusz szövegének változtatására hívott fel. 2009-ben az ausztrál őslakosok (aboriginek) nemzetalkotó szerepét elismerő alternatív szöveget írt és adott közre.
Az általa írt új himnuszt 2009 májusában adták elő a melbourne-i Federation Hall-ban.
A lemezfelvételt az aborigin születésű Kutcha Edwards énekessel, és két gyermekkórussal készítette. Az előadás nagy sajtóvisszhangot keltett, de a hivatalos szöveget nem változtatták meg. A himnuszt Judith Durham szövegével jóformán csak az évente megrendezett Nemzeti Megbékülési Hét (National Reconciliation Week) rendezvényein adják elő.
2011-ben exkluzív szerződést írt alá a Decca Records lemezkiadóval. 2012-ben közös koncerttel és televíziós show-műsorral ünnepelték a Seekers megalakulásának 50-ik évfordulóját.

### Utolsó évei
2013 májusában, 70 éves korában agyvérzést szenvedett, emiatt leromlott betű- és hangjegyolvasó és -író képessége. Rehabilitációja során nagy erőfeszítéseket tett ennek részleges helyreállítására. Éneklési képessége és tehetsége azonban nem károsodott.
2015-ben Victoria államban az év emberévé (Victorian of the Year) választották.
2018 júniusában, 75. születésnapja alkalmából kiadták So Much More című albumát, melyen 14 új, korábban ki nem adott dal szerepel.
Durrham hosszú ideje szenvedett krónikus tüdőhörgőtágulatban, mely végül a halálát okozta. 2022. augusztus 5-én, 79 esztendős korában hunyt el egy melbourne-i kórházban. 2022. szeptember 6-án Victoria szövetségi állam saját halottjaként búcsúztatták, számos híresség, pályatársai és civil ausztrál rajongók megemlékezéseivel. Őt magát archív koncertfelvételekről idézték fel. Férje, Ron Edgeworth mellé temették, Melbourne elővárosában, Springvale-ben, a Botanical Cemetery nevű temetőben.